# Bărbulețu (gmina)
Bărbulețu – gmina w Rumunii, w okręgu Dymbowica. Obejmuje miejscowości Bărbulețu, Cetățuia i Gura Bărbulețului. W 2011 roku liczyła 2361 mieszkańców.